# 39e cérémonie des Saturn Awards
La 39e cérémonie des Saturn Awards, récompensant les films, séries télévisées et téléfilms sortis en 2012 et les professionnels s'étant distingués cette année-là, s'est tenue le 26 juin 2013. La cérémonie, présentée par Wayne Brady, a été dédiée à la mémoire de Richard Matheson.

## Palmarès
Les lauréats sont indiqués ci-dessous en premier de chaque catégorie et en gras.

### Cinéma

#### Meilleur film de science-fiction
- Avengers (The Avengers)
  - Chronicle
  - Cloud Atlas
  - Hunger Games (The Hunger Games)
  - Looper
  - Prometheus

#### Meilleur film fantastique
- L'Odyssée de Pi (Life of Pi)
  - The Amazing Spider-Man
  - Le Hobbit : Un voyage inattendu (The Hobbit: An Unexpected Journey)
  - Elle s'appelle Ruby (Ruby Sparks)
  - Blanche-Neige et le Chasseur (Snow White and the Huntsman)
  - Ted

#### Meilleur film d'horreur/ thriller
- La Cabane dans les bois (The Cabin in the Woods)
  - Argo
  - The Impossible (Lo Imposible)
  - Sept psychopathes (Seven Psychopaths)
  - La Dame en noir (The Woman in Black)
  - Zero Dark Thirty

#### Meilleur film d'action / aventures
- Skyfall
  - Jason Bourne : L'Héritage (The Bourne Legacy)
  - The Dark Knight Rises
  - Django Unchained
  - Les Misérables
  - Taken 2

#### Meilleur film d'animation
- Frankenweenie
  - Rebelle (Brave)
  - L'Étrange Pouvoir de Norman (ParaNorman)
  - Les Mondes de Ralph (Wreck-It Ralph)

#### Meilleur film international
- Headhunters •  Norvège
  - Anna Karénine •  Royaume-Uni
  - Poulet aux prunes •  France
  - La Fée •  France,  Belgique
  - Far Away : Les soldats de l’espoir •  Corée du Sud
  - Pusher •  Royaume-Uni

#### Meilleur film indépendant
- Killer Joe
  - Compliance
  - Hitchcock
  - Paperboy
  - Robot and Frank
  - Safety Not Guaranteed
  - Jusqu'à ce que la fin du monde nous sépare (Seeking a Friend for the End of the World)

#### Meilleure réalisation
- Joss Whedon — Avengers
  - William Friedkin — Killer Joe
  - Peter Jackson — Le Hobbit : Un voyage inattendu
  - Rian Johnson — Looper
  - Ang Lee — L'Odyssée de Pi
  - Christopher Nolan — The Dark Knight Rises

#### Meilleur acteur
- Matthew McConaughey pour le rôle de « Killer Joe » Cooper dans Killer Joe
  - Christian Bale pour le rôle de Batman dans The Dark Knight Rises
  - Daniel Craig pour le rôle de James Bond dans Skyfall
  - Martin Freeman pour le rôle de Bilbon Sacquet dans Le Hobbit : Un voyage inattendu
  - Hugh Jackman pour le rôle de Jean Valjean dans Les Misérables
  - Joseph Gordon-Levitt pour le rôle de Joe dans Looper

#### Meilleure actrice
- Jennifer Lawrence pour le rôle de Katniss Everdeen dans Hunger Games
  - Jessica Chastain pour le rôle de Maya dans Zero Dark Thirty
  - Ann Dowd pour le rôle de Sandra dans Compliance
  - Zoe Kazan pour le rôle de Ruby Sparks dans Elle s'appelle Ruby
  - Helen Mirren pour le rôle d'Alma Reville dans Hitchcock
  - Naomi Watts pour le rôle de Maria Bennett dans The Impossible

#### Meilleur acteur dans un second rôle
- Clark Gregg pour le rôle de Phil Coulson dans Avengers
  - Javier Bardem pour le rôle de Raoul Silva dans Skyfall
  - Michael Fassbender pour le rôle de David dans Prometheus
  - Joseph Gordon-Levitt pour le rôle de John Blake dans The Dark Knight Rises
  - Ian McKellen pour le rôle de Gandalf dans Le Hobbit : Un voyage inattendu
  - Christoph Waltz pour le rôle du Dr. King Schultz dans Django Unchained

#### Meilleure actrice dans un second rôle
- Anne Hathaway pour le rôle de Catwoman dans The Dark Knight Rises
  - Judi Dench pour le rôle de M dans Skyfall
  - Gina Gershon pour le rôle de Sharla Smith dans Killer Joe
  - Anne Hathaway pour le rôle de Fantine dans Les Misérables
  - Nicole Kidman pour le rôle de Charlotte Bless dans Paperboy
  - Charlize Theron pour le rôle de la Reine Ravenna dans Blanche-Neige et le Chasseur

#### Meilleur(e) jeune acteur ou actrice
- Suraj Sharma pour le rôle de Pi Patel dans L'Odyssée de Pi
  - CJ Adams pour La Drôle de vie de Timothy Green
  - Tom Holland pour The Impossible
  - Daniel Huttlestone pour Les Misérables
  - Chloë Moretz pour Dark Shadows
  - Quvenzhané Wallis pour Les Bêtes du sud sauvage

#### Meilleur scénario
- Quentin Tarantino pour Django Unchained
  - Tracy Letts pour Killer Joe
  - Martin McDonagh pour Sept psychopathes
  - David Magee pour L'Odyssée de Pi
  - Joss Whedon pour Avengers
  - Joss Whedon et Drew Goddard pour La Cabane dans les bois

#### Meilleure musique
- Danny Elfman pour Frankenweenie
  - Mychael Danna pour L'Odyssée de Pi
  - Dario Marianelli pour Anna Karénine
  - Thomas Newman pour Skyfall
  - Howard Shore pour Le Hobbit : Un voyage inattendu
  - Hans Zimmer pour The Dark Knight Rises

#### Meilleur montage
- Alexander Berner pour Cloud Atlas
  - Stuart Baird et Kate Baird pour Skyfall
  - Bob Ducsay pour Looper
  - Jeffrey Ford et Lisa Lassek pour Avengers
  - John Gilroy pour Jason Bourne : L'Héritage
  - Tim Squyres pour L'Odyssée de Pi

#### Meilleurs costumes
- Paco Delgado pour Les Misérables
  - Jacqueline Durran pour Anna Karénine
  - Kym Barrett et Pierre-Yves Gayraud pour Cloud Atlas
  - Sharen Davis pour Django Unchained
  - Bob Buck, Ann Maskrey et Richard Taylor pour Le Hobbit : Un voyage inattendu
  - Colleen Atwood pour Blanche-Neige et le Chasseur

#### Meilleurs décors
- Dan Hennah pour Le Hobbit : Un voyage inattendu
  - Hugh Bateup et Uli Hanisch pour Cloud Atlas
  - Sarah Greenwood pour Anna Karénine
  - David Gropman pour L'Odyssée de Pi
  - Rick Heinrichs pour Dark Shadows
  - Eve Stewart pour Les Misérables

#### Meilleur maquillage
- Heike Merker, Daniel Parker et Jeremy Woodhead pour Cloud Atlas
  - Gregory Nicotero, Howrad Berger, Peter Montagna et Julie Hewitt pour Hitchcock
  - Peter Swords King, Rick Findlater et Tami Lane pour Le Hobbit : Un voyage inattendu
  - David Martí, Montse Ribé et Vasit Suchitta  pour The Impossible
  - Naomi Donne, Donald Mowat et Love Larson pour Skyfall
  - Jean Ann Black et Fay Von Schroeder pour Twilight, chapitre IV : Révélation

#### Meilleurs effets spéciaux
- Janek Sirrs, Jeff White, Guy Williams et Dan Sudick pour Avengers
  - Grady Cofer, Pablo Helman, Jeanie King et Burt Dalton pour Battleship
  - Joe Letteri, Eric Saindon, David Clayton et R. Christopher White pour Le Hobbit : Un voyage inattendu
  - Chris Corbould, Peter Chiang, Scott R. Fisher et Sue Rowe pour John Carter
  - Bill Westenhofer, Guillaume Rocheron, Erik-Jan De Boer et Donald R. Elliott pour L'Odyssée de Pi
  - Cédric Nicolas-Troyan, Philip Brennan, Neil Corbould et Michael Dawson pour Blanche-Neige et le Chasseur

### Télévision
Note : le symbole « ♕ » rappelle le gagnant de l'année précédente (si nomination).

#### Meilleure série diffusée sur les réseaux nationaux
- Revolution
  - Elementary
  - The Following
  - Fringe
  - Once Upon a Time
  - Supernatural

#### Meilleure série diffusée sur le câble ou en syndication
- The Walking Dead
  - American Horror Story
  - Dexter
  - The Killing
  - Leverage
  - True Blood

#### Meilleur téléfilm, mini-série ou programme spécial
- Breaking Bad
  - Continuum
  - Falling Skies
  - Le Trône de fer
  - Mockingbird Lane
  - Spartacus : La Guerre des damnés
  - Un monde sans fin

#### Meilleure série orientée pour la jeunesse
- Teen Wolf
  - Arrow
  - Beauty and the Beast
  - Doctor Who
  - Merlin
  - Vampire Diaries

#### Meilleur acteur
(ex æquo)
- Bryan Cranston pour le rôle de Walter White dans Breaking Bad
- Kevin Bacon pour le rôle de Ryan Hardy dans The Following
  - Billy Burke pour le rôle de Miles Matheson dans Revolution
  - Michael C. Hall pour le rôle de Dexter Morgan dans Dexter
  - Timothy Hutton pour le rôle de Nathan Ford dans Leverage
  - Joshua Jackson pour le rôle de Peter Bishop dans Fringe
  - Andrew Lincoln pour le rôle de Rick Grimes dans The Walking Dead

#### Meilleure actrice
- Anna Torv pour le rôle d'Olivia Dunham dans Fringe
  - Moon Bloodgood pour le rôle d'Anne Glass dans Falling Skies
  - Mireille Enos pour le rôle de Sarah Linden dans The Killing
  - Sarah Paulson pour le rôle de Lana Winters dans American Horror Story
  - Charlotte Riley pour le rôle de Caris dans Un monde sans fin
  - Tracy Spiridakos pour le rôle de Charlotte Matheson dans Revolution

#### Meilleur acteur dans un second rôle
- Jonathan Banks pour le rôle de Mike Ehrmantraut dans Breaking Bad
  - Giancarlo Esposito pour le rôle du major Tom Neville dans Revolution
  - Todd Lasance pour le rôle de Jules César dans Spartacus : La Guerre des damnés
  - Colm Meaney pour le rôle de Thomas « Doc » Durant dans Hell on Wheels : L'Enfer de l'ouest (Hell on Wheels)
  - David Morrissey pour le rôle du Gouverneur dans The Walking Dead
  - John Noble pour le rôle de Walter Bishop dans Fringe

#### Meilleure actrice dans un second rôle
- Laurie Holden pour le rôle d'Andrea dans The Walking Dead
  - Jennifer Carpenter pour le rôle de Debra Morgan dans Dexter
  - Sarah Carter pour le rôle de Maggie dans Falling Skies
  - Anna Gunn pour le rôle de Skyler White dans Breaking Bad
  - Jessica Lange pour le rôle de Sœur Jude dans American Horror Story
  - Beth Riesgraf pour le rôle de Parker dans Leverage

#### Meilleureguest-stardans une série télévisée
- Yvonne Strahovski pour Dexter
  - Blair Brown pour Fringe
  - Terry O'Quinn pour Falling Skies
  - Lance Reddick pour Fringe
  - Mark Sheppard pour Leverage
  - Ray Stevenson pour Dexter

### DVD

#### Meilleure édition DVD
- Touchback de Don Handfield (en)
  - Atlas Shrugged: Part II de John Putch
  - Chained de Jennifer Lynch
  - Cosmopolis de David Cronenberg
  - Possédée d'Ole Bornedal

#### Meilleure édition spéciale DVD d'un classique
- La Petite Boutique des horreurs de Frank Oz (Director's Cut)
  - Les Dents de la mer de Steven Spielberg (Universal 100th Anniversary Edition)
  - Lawrence d'Arabie de David Lean (50th Anniversary Collector’s Edition)
  - Les Vampires de Louis Feuillade (Classics Edition)
  - Fear and Desire de Stanley Kubrick

#### Meilleure collection DVD
- Universal Classic Monsters: The Essentials Collection comprenant Le Fantôme de l'Opéra (The Phantom of the Opera), Dracula, Frankenstein, La Momie (The Mummy), L'Homme invisible (The Invisible Man), La Fiancée de Frankenstein (The Bride of Frankenstein), Le Loup-garou (The Wolf Man) et L'Étrange Créature du lac noir (Creature from the Black Lagoon)
  - Alfred Hitchcock: The Masterpiece Collection comprenant La Mort aux trousses (North By Northwest), Les Oiseaux (The Birds), Psychose (Psycho), Sueurs froides (Vertigo), Fenêtre sur cour (Rear Window), Le Rideau déchiré (Torn Curtain), L'Homme qui en savait trop (The Man Who Knew Too Much), La Corde (Rope), L'Ombre d'un doute (Shadow of a Doubt), Complot de famille (Family Plot), Cinquième Colonne (Saboteur), Mais qui a tué Harry ? (The Trouble With Harry), Pas de printemps pour Marnie (Marnie), L'Étau (Topaz) et Frenzy
  - Battle Royale: The Complete Collection comprenant Battle Royale
  - Bond 50: The Complete 22 Film Collection comprenant James Bond 007 contre Dr. No (Dr. No), Bons baisers de Russie (From Russia with Love), Goldfinger, Opération Tonnerre (Thunderball), On ne vit que deux fois (You Only Live Twice), Au service secret de Sa Majesté (On Her Majesty's Secret Service), Les diamants sont éternels (Diamonds are forever), Vivre et laisser mourir (Live and Let Die), L'Homme au pistolet d'or (The Man with the Golden Gun), L'Espion qui m'aimait The Spy Who Loved Me), Moonraker, Rien que pour vos yeux (For Your Eyes Only), Octopussy, Dangereusement vôtre (A View to a Kill), Tuer n'est pas jouer (The Living Daylights), Permis de tuer (Licence to Kill), GoldenEye, Demain ne meurt jamais (Tomorrow Never Dies), Le monde ne suffit pas (The World Is Not Enough), Meurs un autre jour (Die Another Day), Casino Royale, Quantum of Solace
  - Dark Shadows: The Complete Original Series
  - The Ultimate Buster Keaton Blu-ray Collection comprenant Cadet d'eau douce (Steamboat Bill Jr.), Le Mécano de la « General » (The General), Sportif par amour (College), Les Fiancées en folie (Seven Chances), Ce crétin de Malec (The Saphead), Les Lois de l'hospitalité (Our Hospitality), La Croisière du Navigator (The Navigator), Les Trois Âges (Three Ages), Sherlock Junior (Sherlock, Jr.), Ma vache et moi (Go West) et Le Dernier Round (Battling Butler)

#### Meilleure édition DVD d'un programme télévisé
- Star Trek : La Nouvelle Génération (saisons 1 et 2)
  - In Search Of...: The Complete Series
  - L'Âge de cristal
  - The River (saison 1)
  - Shazam! The Complete Live-Action Series
  - Spartacus : Vengeance

### Prix spéciaux

#### Visionary Award
- Richard Matheson

#### Lifetime Achievement Award
- William Friedkin

#### Life Career Award
- Jonathan Frakes

#### Dan Curtis Legacy Award
- Vince Gilligan